# Salvador Borrego
Salvador Borrego Escalante (Mexico-Stad, 24 april 1915 – aldaar, 8 januari 2018) was een Mexicaans journalist en historicus. Borrego is omstreden om zijn antisemitische uitspraken en theorieën en wordt wel beschuldigd van Holocaustontkenning.
Borrego studeerde rechtsgeleerdheid, geschiedenis, filosofie en economie. Van 1936 tot 1965 werkte hij als verslaggever en redacteur bij verschillende Mexicaanse kranten, waaronder Excélsior en Últimas Noticias. Naar eigen zeggen begon hij vanaf 1937 te sympathiseren met nazi-Duitsland, na een propagandistische manipulatie in de media ten gunste van de geallieerden waargenomen te hebben. 
In 1953 publiceerde Borrego zijn bekendste boek Derrota Mundial (Wereldwijde Nederlaag), waarin hij betoogt dat de Tweede Wereldoorlog is uitgelokt door de Sovjet-Unie, onder controle van de Joden, die er vervolgens ook in slaagde de westelijke geallieerden aan haar zijde te krijgen. Sinds de nederlaag van de asmogendheden zou de wereld aldus bestuurd worden door een door de Joden gecontroleerd 'superkapitalisme'. José Vasconcelos schreef een voorwoord voor het boek. Van Derrota Mundial zijn meer dan een half miljoen exemplaren verkocht en er zijn inmiddels 48 drukken van verschenen. Sindsdien heeft Borrego ook boeken geschreven over de vermeende macht van de Joden in de Verenigde Staten en Mexico. Hij geldt als een van de belangrijkste extreemrechtse auteurs in de Spaanstalige wereld.
Borrego's boeken worden door de meeste professionele historici verworpen als pseudogeschiedenis en worden vaak omschreven als samenzweringstheorieën, en hij wordt vaak bekritiseerd door Joodse en mensenrechtenorganisaties in Mexico. Naast antisemitische werken heeft Borrego ook zijn pijlen gericht op het protestantisme, vrijmetselarij, bankiers, het communisme, de medische wetenschap, de globalisering, de Verenigde Staten en de Volksrepubliek China.